# Plaridel (Bulacan)
Plaridel, Tagalog: Bayan ng Plaridel, ist eine philippinische Stadtgemeinde in der Provinz Bulacan, in der Verwaltungsregion III, Central Luzon. Nach dem Zensus von 2015 hatte Plaridel 107.805 Einwohner, die in 19 Barangays lebten. Sie wird als Gemeinde der ersten Einkommensklasse auf den Philippinen und als urbanisiert eingestuft.
Plaridel`s Nachbargemeinden sind Pulilan und Baliuag im Norden, Bustos im Nordosten, Pandi im Osten, Balagtas im Südosten, Malolos City und Guiguinto im Süden und Calumpit im Westen. Die Topographie der Stadt ist gekennzeichnet durch das Flachland der zentralen Luzon-Tiefebene.

## Weblinks

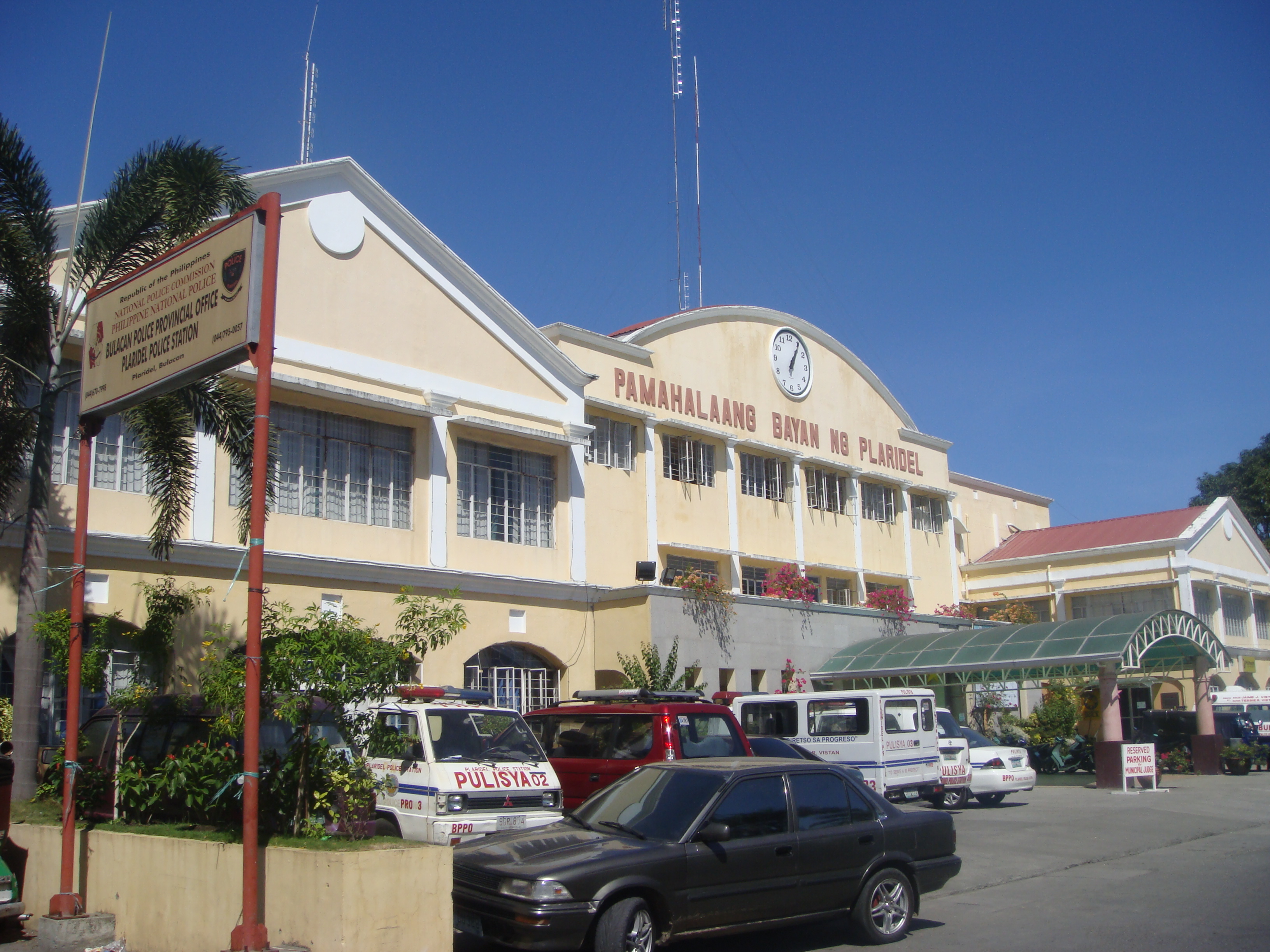
Rathaus (Pamahalaang Bayan ng Plaridel, Poblacion)
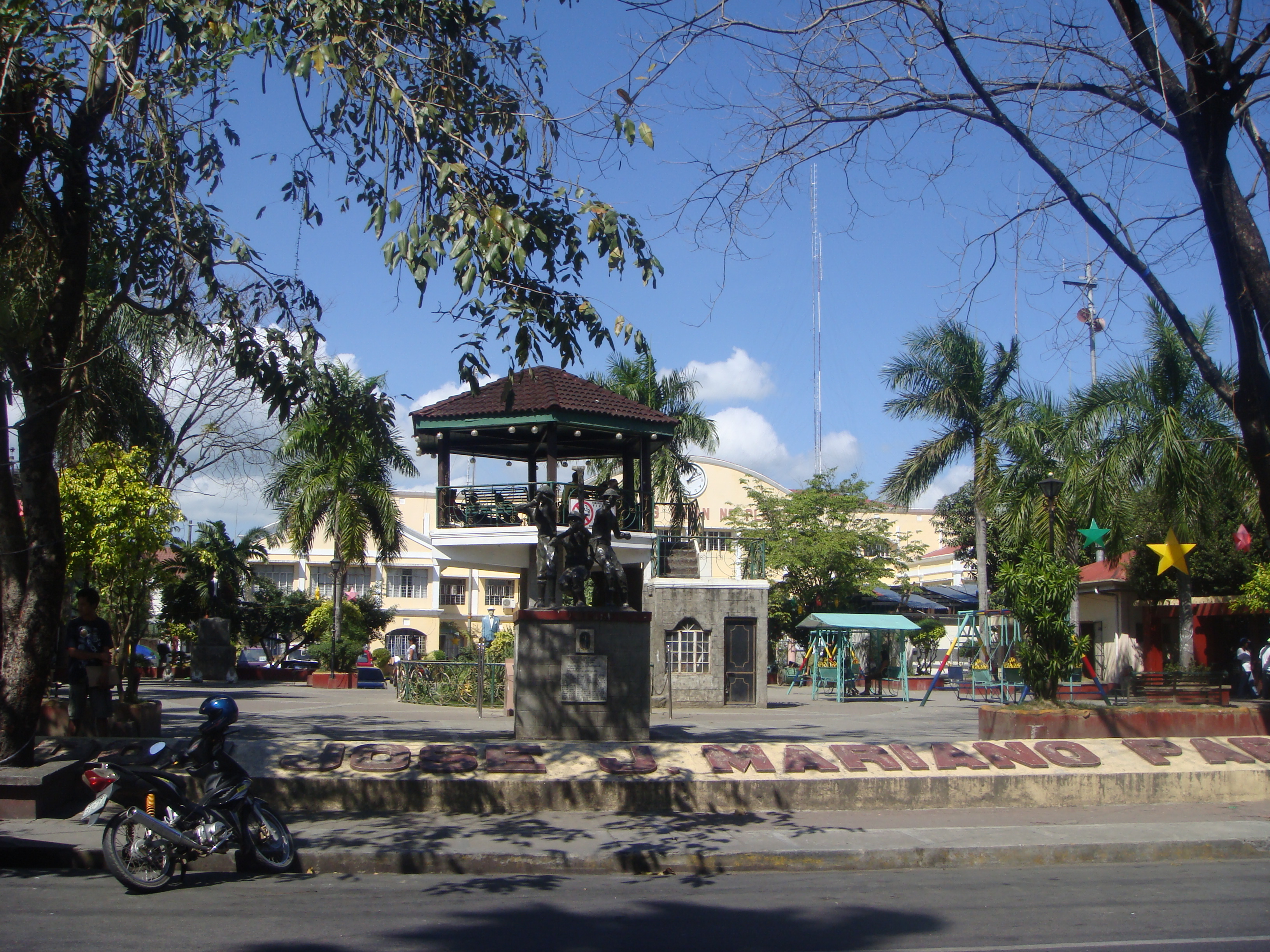
Bürgermeister Jose J. Mariano (1934–1950) Park (Poblacion)
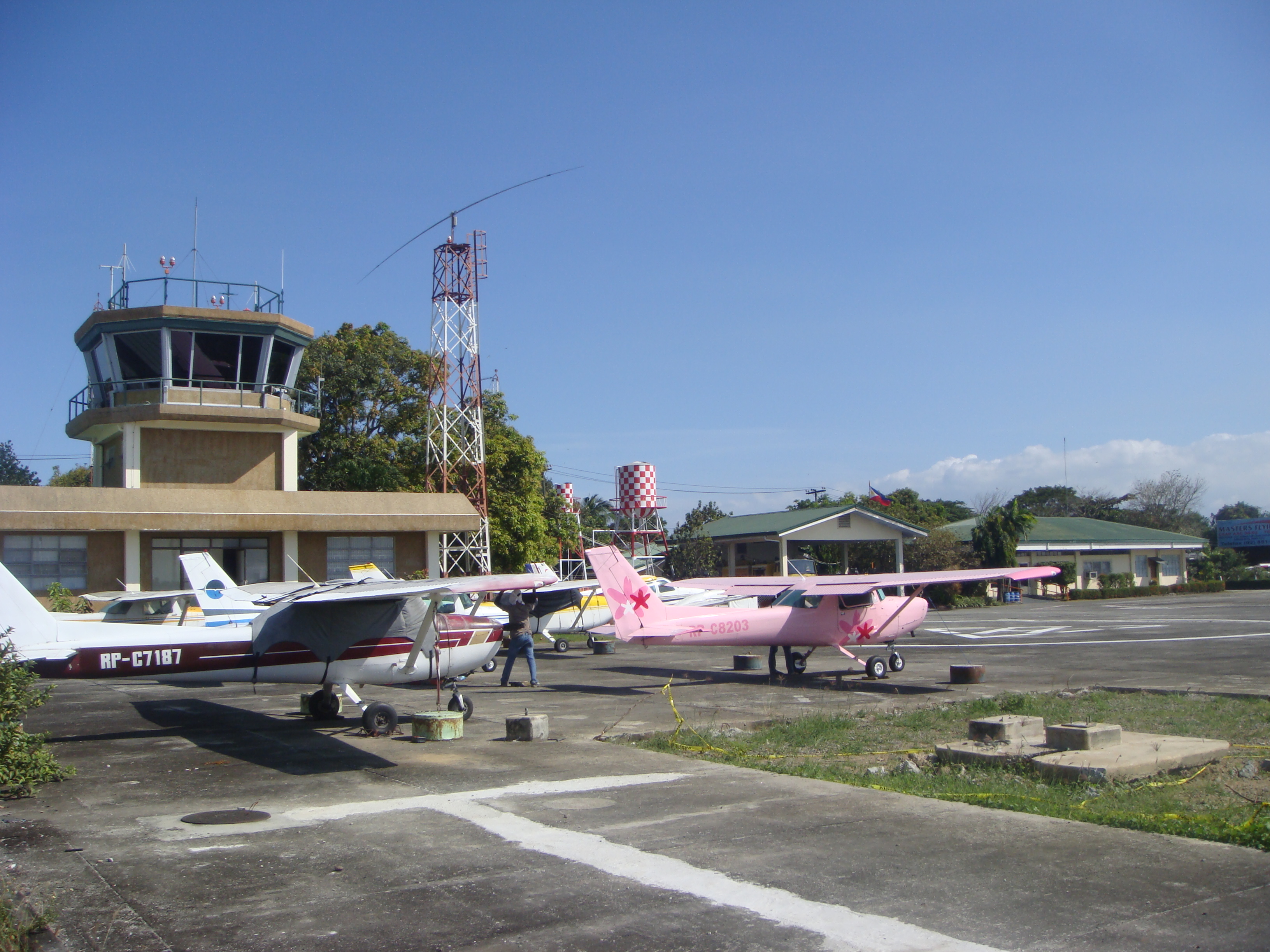
Tower des Plaridel Flughafens
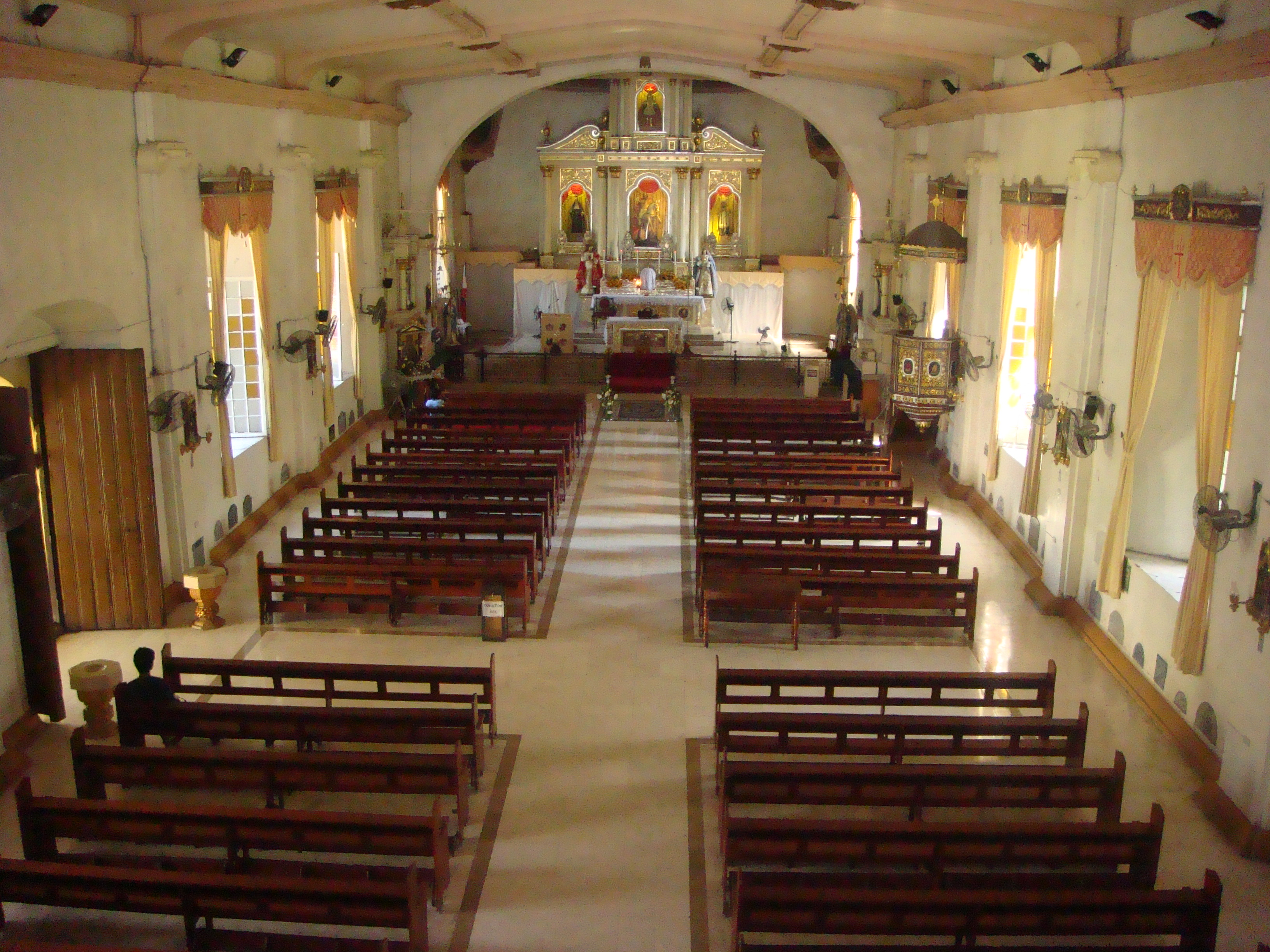
Kirche in Plaridel
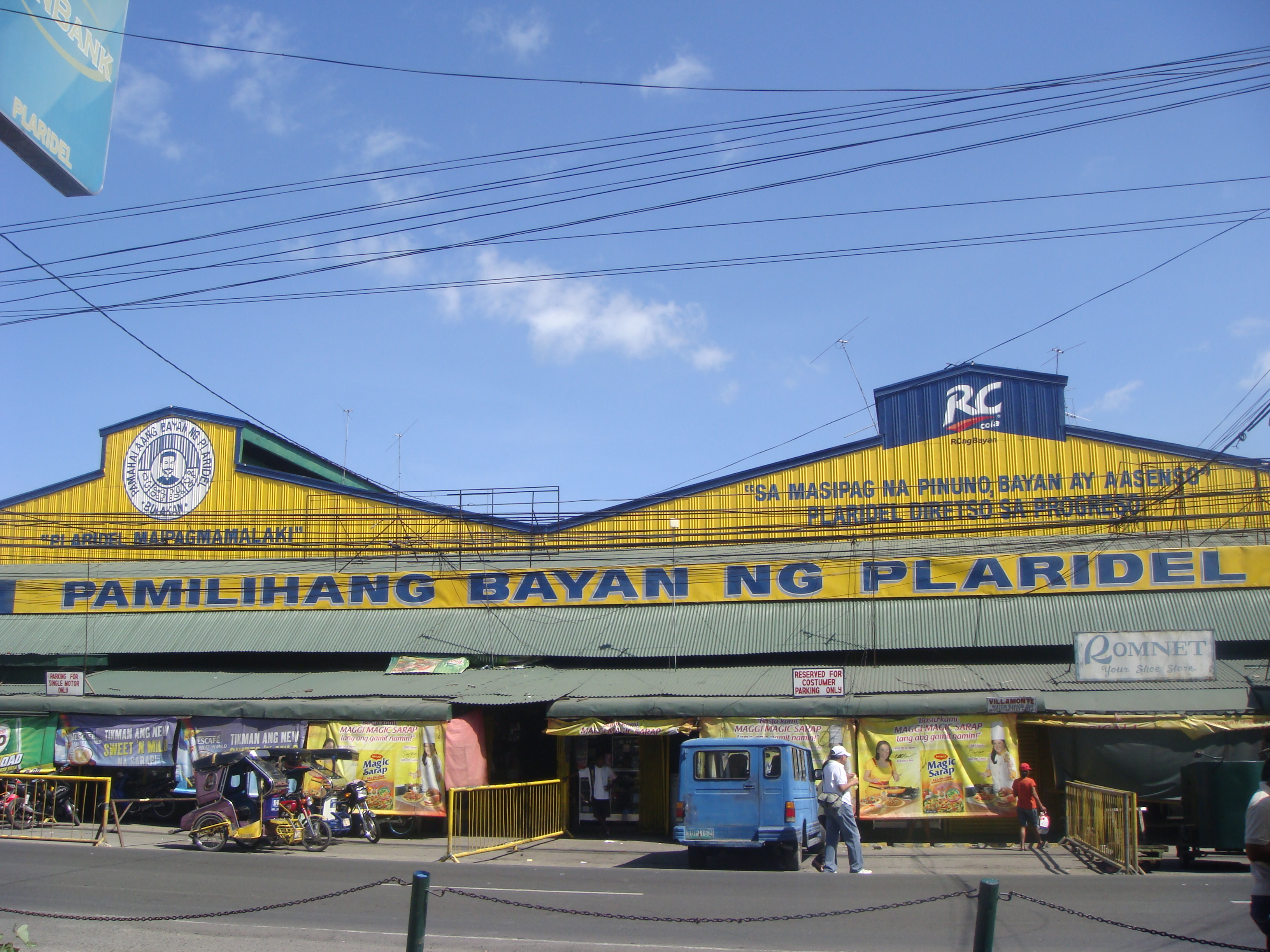
Öffentliche Markthalle (Poblacion)
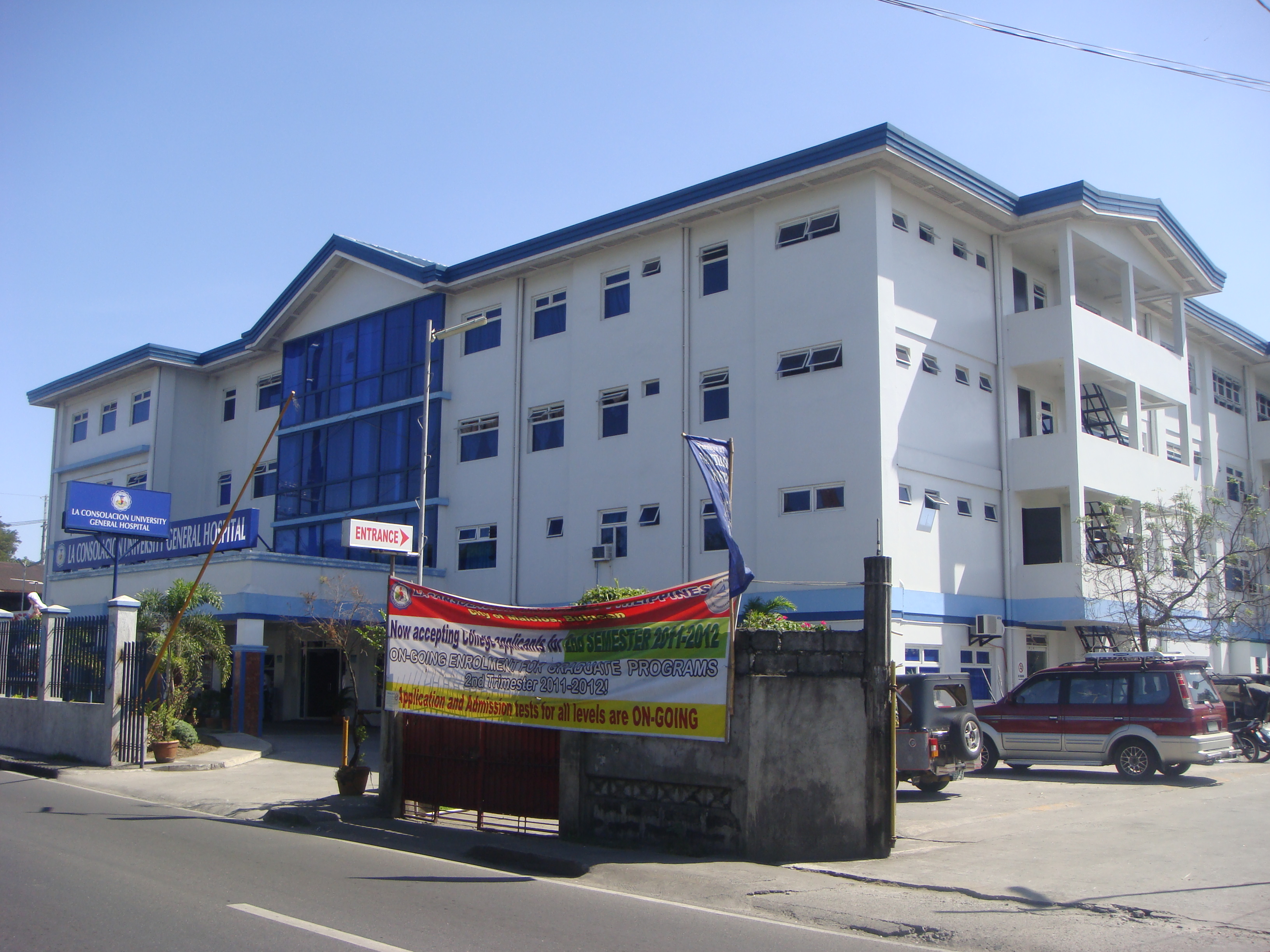
Krankenhaus der La Consolacion University

## Baranggays
| - Agnaya - Bagong Silang - Banga I - Banga II - Bintog - Bulihan - Culianin - Dampol - Lagundi - Lalangan | - Lumang Bayan - Parulan - Poblacion - Rueda - San Jose - Santa Ines - Santo Niño - Sipat - Tabang |